# スライト・リターン
「スライト・リターン」("Slight Return")は、ブルートーンズのシングル、もしくはその表題曲。1995年、メジャーデビュー前に同曲の別バージョンが自主発売されているが、1996年に『エクスペクティング・トゥ・フライ』のリードシングルとして発売された際には、全英2位、8週チャート入りとブルートーンズ最大のヒット曲となった。また、三作連続でNMEの「シングル・オブ・ザ・ウィーク」に選ばれている。
ちなみに、タイトルはジミ・ヘンドリックスの楽曲「Voodoo Child (Slight Return)」からとられている。

## 収録曲
- CD

1. スライト・リターン / Slight Return
2. ドント・スタンド・ミー・ダウン / Don't Stand Me Down
3. ネイ・ヘア・オント / Nae Hair On't

- 7" / Cassette

1. Slight Return
2. Don't Stand Me Down